# Institut de Niue
Niue High School (en niueà: Mata Ki Luga) és una escola secundària a Alofi, la capital de Niue. Es troba a la carretera Alofi-Liku i, a partir del 2010, hi assisteixen 175 estudiants. L'escola atén infants dels anys 7 al 13 (amb edats d'11 a 18 anys). Dins de l'escola hi ha el Paliati Grounds, que segons els informes té una capacitat de 1.000 persones i és on juguen els equips de futbol de l'associació de Niue.

## Campanya contra el bullying
L'escola també té una campanya contra l'assetjament escolar, que funciona des de l'any 2002. La campanya se centra en l'assetjament escolar juntament amb els drets humans.

## Esports
L'agost de 2023 es va celebrar una competició de futbol sala en la qual l'escola va inscriure un equip per a la competició masculina. L'escola va quedar fora dels quatre primers classificats.